# STS-124
STS-124 (englisch Space Transportation System) ist die Missionsbezeichnung für einen Flug des US-amerikanischen Space Shuttles Discovery (OV-103) der NASA. Es war die 123. Space-Shuttle-Mission, der 35. Flug der Raumfähre Discovery und der 26. Flug eines Space Shuttles zur Internationalen Raumstation (ISS). Der Start erfolgte am 31. Mai 2008.

## Mannschaft
- Mark Kelly (3. Raumflug), Kommandant
- Kenneth Ham (1. Raumflug), Pilot
- Karen Nyberg (1. Raumflug), Missionsspezialistin
- Ronald Garan (1. Raumflug), Missionsspezialist
- Michael Fossum (2. Raumflug), Missionsspezialist
- Akihiko Hoshide (1. Raumflug), Missionsspezialist (JAXA/ Japan)

### ISS-Crew Hinflug
ISS-Expedition 17/ISS-Expedition 18
- Gregory Chamitoff (1. Raumflug), Bordingenieur

### ISS-Crew Rückflug
ISS-Expedition 16/ISS-Expedition 17
- Garrett Reisman (1. Raumflug), Bordingenieur

## Missionsüberblick

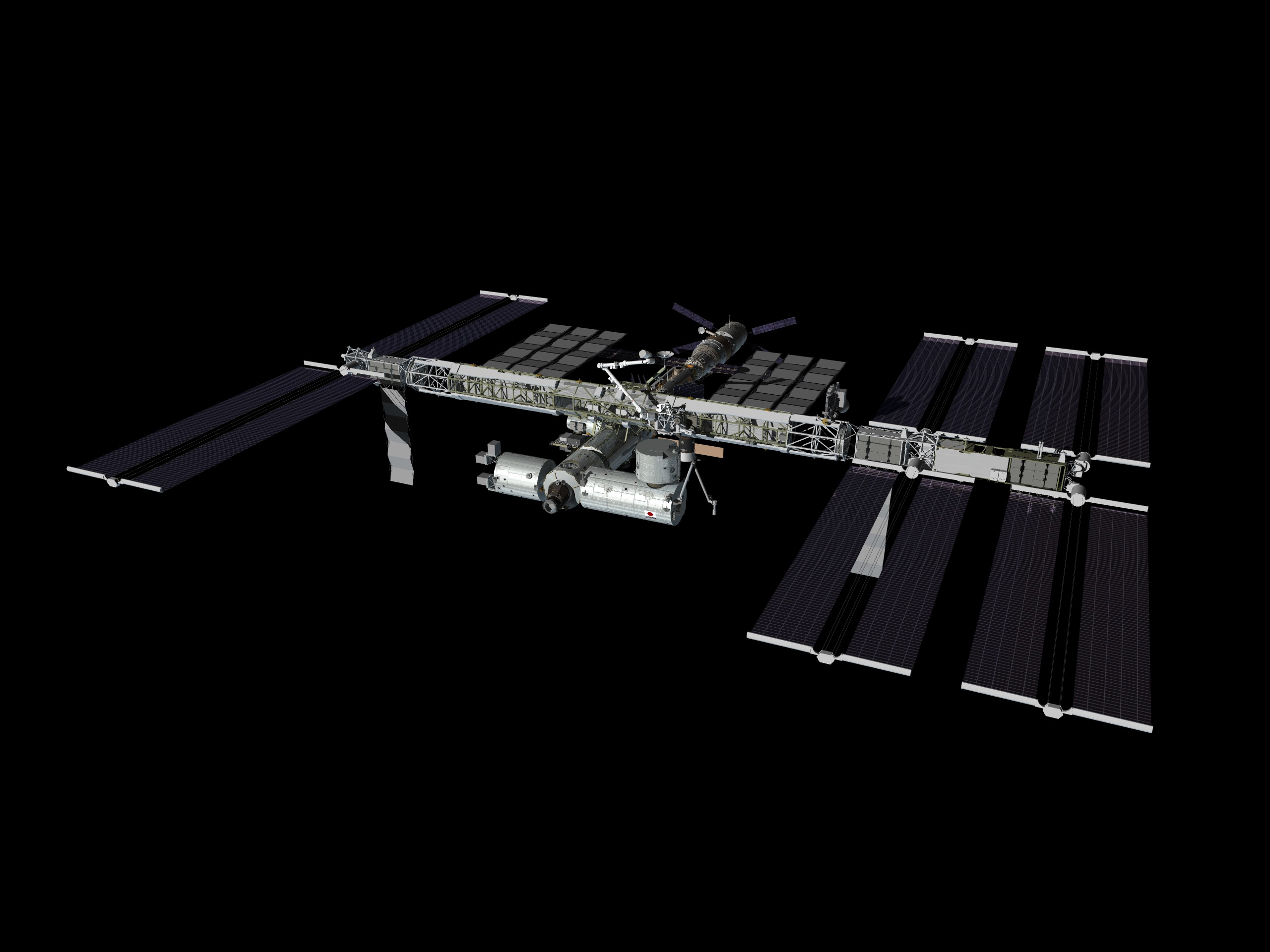
Aufbau der ISS nach STS-124

Die Mission STS-124 brachte einen weiteren Teil des japanischen Kibō-Moduls (Japanese Experiment Module – Pressurized Module; JEM-PM) und den japanischen Roboterarm (JEM-RMS) zur Internationalen Raumstation (ISS). Außerdem wurde das mit STS-123 gelieferte ELM-PS-Modul an seine endgültige Position versetzt.

## Vorbereitungen

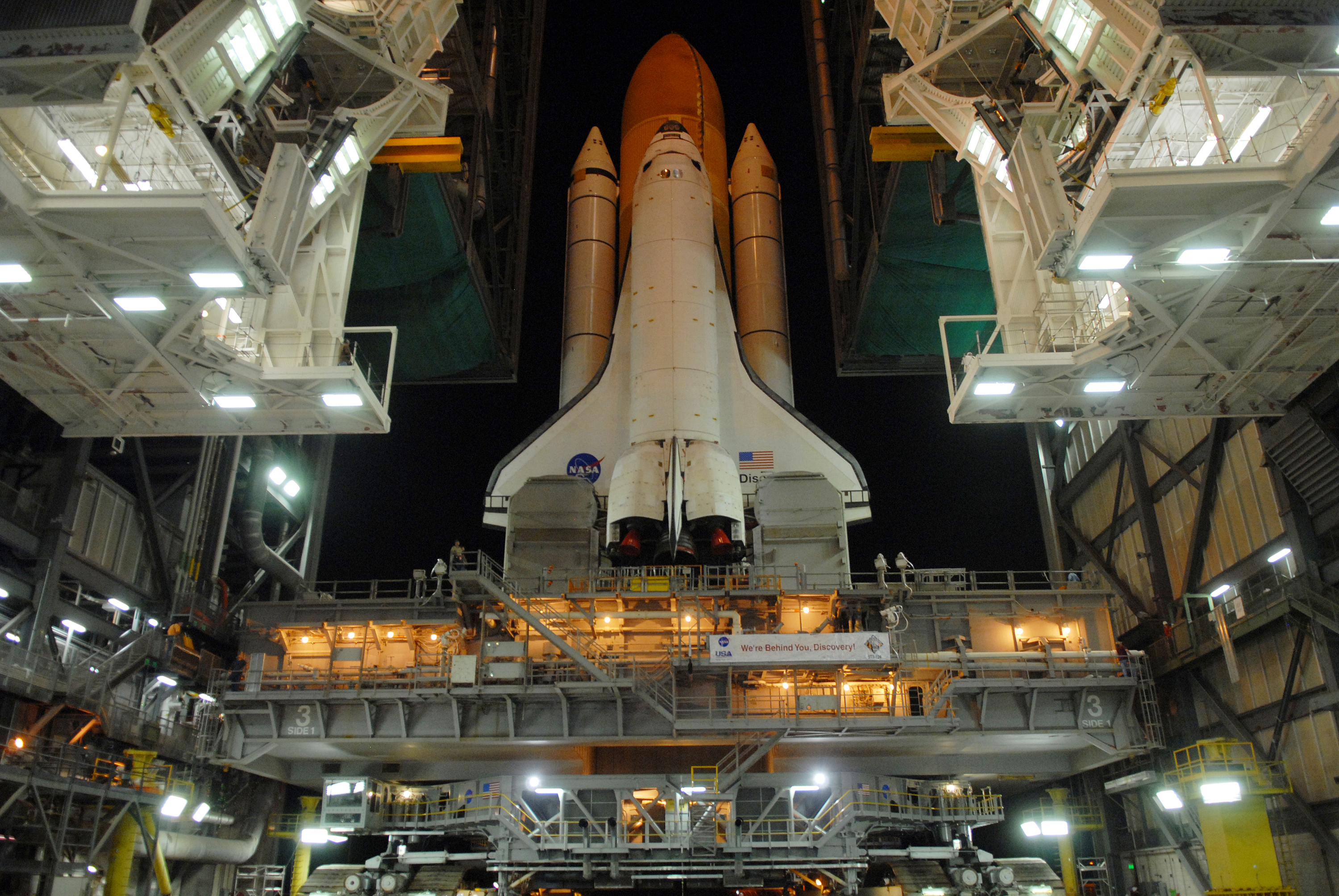
Rollout der Discovery

Die Discovery wurde kurz nach der Rückkehr von ihrer letzten Mission (STS-120) am 7. November 2007 in die Orbiter Processing Facility (OPF) gefahren. Dort erfolgte die Nachkontrolle des Orbiters und die Vorbereitung auf STS-124.
Der Außentank traf am 25. März 2008 am Kennedy Space Center (KSC) ein. Dieser wurde in das Vehicle Assembly Building (VAB) gebracht, um dort mit den zwei für den Start notwendigen Feststoffraketen verbunden zu werden.
Am 26. April wurde die Discovery vom OPF-Hangar in das VAB transportiert. Nach der Montage mit Außentank und Feststoffboostern wurde der Orbiter am 3. Mai zur Startrampe 39A gerollt. Im Anschluss an die letzte von zwei Flugbereitschaftsabnahmekonferenzen am 19. Mai bestätigte die NASA den 31. Mai als offizielles Startdatum. Zwei Tage vor dem Start wurde die Nutzlast um eine neue Toilettenpumpe für die ISS ergänzt, nachdem die alte Toilette der ISS wenige Tage vorher ausgefallen war. Wenige Stunden nachdem am 28. Mai die Mannschaft aus Houston kommend am KSC eingetroffen war, begann der Countdown für STS-124.

## Missionsverlauf

### Start, Inspektion und Kopplung

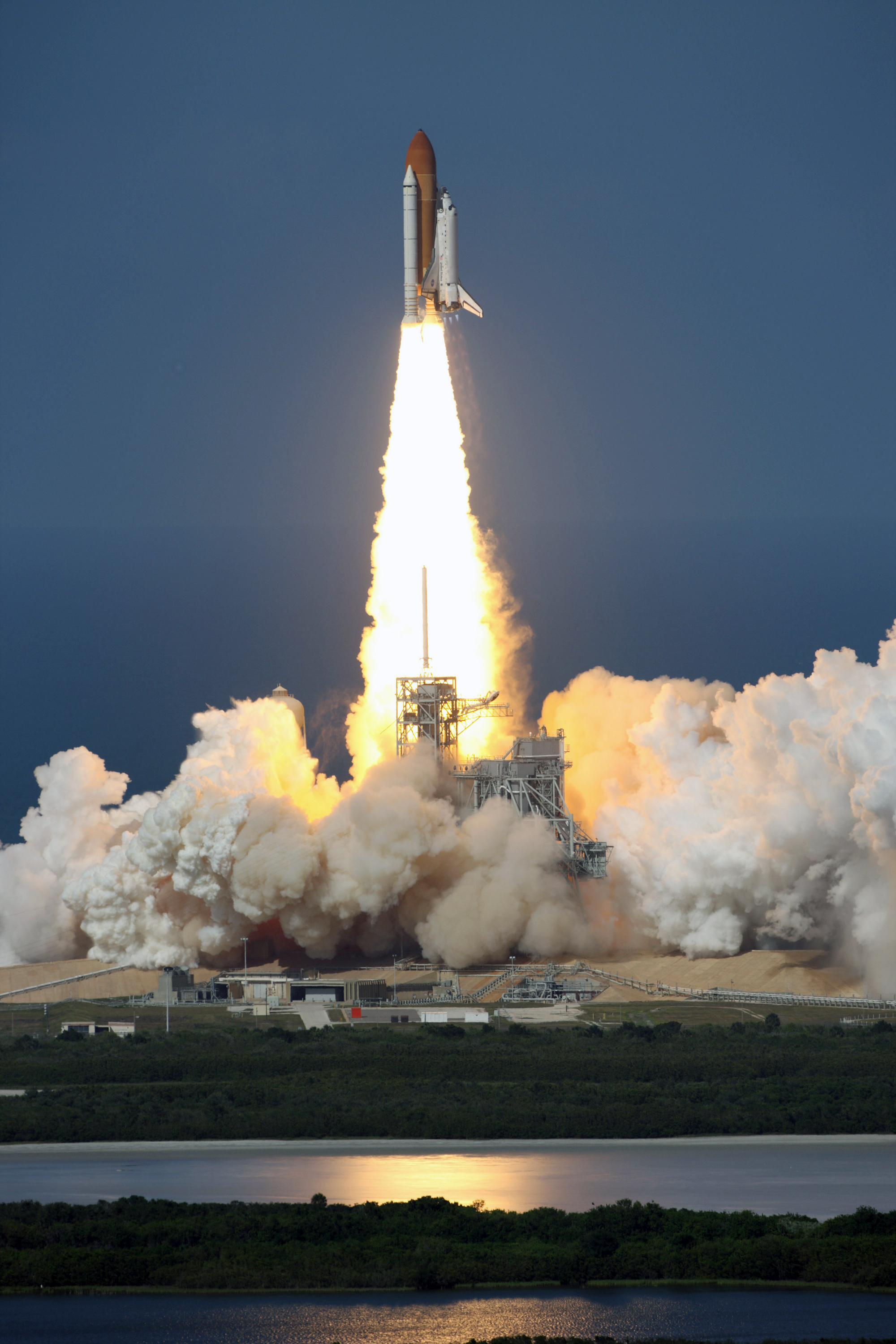
Start der Discovery

Um 22:30 UTC am 30. Mai wurde die RSS-Arbeitsbühne (Rotating Service Structure) in ihre Parkposition gefahren. Am 31. Mai um 11:30 UTC begann die Befüllung des Außentanks. Die ECO-Sensoren funktionierten, wie auch bei der letzten Mission, problemlos. Nach dem traditionellen Frühstück begab sich die Crew gegen 17:00 UTC zur Startrampe 39A und stieg in das Shuttle ein. Das Wetter bereitete keine Probleme, sodass die Discovery planmäßig um 21:02 UTC abheben konnte. Zwei Minuten nach dem Start wurden die Feststoffraketen abgeworfen, sechseinhalb Minuten später der Außentank. Nach dem Öffnen der Ladebuchttüren 90 Minuten nach dem Start stellte die Mannschaft eine leicht gerissene Hitzeschutzmatte an der linken OMS-Gondel fest. Es wurde jedoch festgestellt, dass dies keinen Einfluss auf den Wiedereintritt hat. Weiterhin fiel das Backupsystem zur Bewegung des Steuerbordtriebwerks aus; das Hauptsystem funktionierte jedoch weiterhin problemlos, sodass keine weiteren Probleme daraus entstanden.
Beim Start lösten sich mehrere Stücke des Isolierschaums vom Tank und trafen auf die Discovery. Beim Rendezvous Pitch Maneuver am dritten Flugtag zur Untersuchung des Hitzeschutzes wurden jedoch keine wesentlichen Schäden festgestellt. Dagegen hat die Startrampe starke Schäden davongetragen. So wurden, wie bei mehreren anderen Starts, Betonplatten, die die Startanlage bedecken, herausgedrückt. Ungewöhnlich war jedoch, dass mehrere Schamottsteine in einem Feuerschacht der Startanlage beim Start zerstört wurden und als Trümmerregen einen Trennzaun zerstörten. Bei dem Zwischenfall kamen keine Menschen zu Schaden und auch die Discovery soll keine Schäden davongetragen haben. Während der Vorbereitungsphase auf STS-125 sollte herausgefunden werden, was genau den Zwischenfall ausgelöst hat; zudem sollten die notwendigen Reparaturen vorgenommen werden.
Am zweiten Flugtag wurde eine Inspektion des Hitzeschildes durchgeführt, jedoch nur mit der Kamera am Ende des Roboterarmes des Shuttles. Dies geschah, da das Hauptmodul von Kibō zu groß ist, um gleichzeitig das Orbiter Boom Sensor System (OBSS) in der Nutzlastbucht mitzunehmen, mit dem normalerweise diese Untersuchung durchgeführt wird.
Nach einer zweitägigen Annäherung und dem Rendezvous Pitch Maneuver dockte die Discovery am 2. Juni um 18:03 UTC an die ISS an. Nach dem Sicherheitsbriefing und einer Tour durch die Station begannen die Vorbereitungen auf den ersten Außenbordeinsatz (EVA) am Folgetag. Weiterhin wechselte mit dem Austausch der maßgeschneiderten Sojus-Sitze Gregory Chamitoff für Garrett Reisman in die Expedition-17-Mannschaft. Abends begaben sich Fossum und Garan in die Stationsluftschleuse Quest, um über Nacht und unter reduziertem Druck reinen Sauerstoff zu atmen. Bei diesem sogenannten Campout wird Stickstoff aus dem Körpergewebe der Raumfahrer entfernt, um der Unterdruckkrankheit vorzubeugen.

### Arbeiten auf der ISS

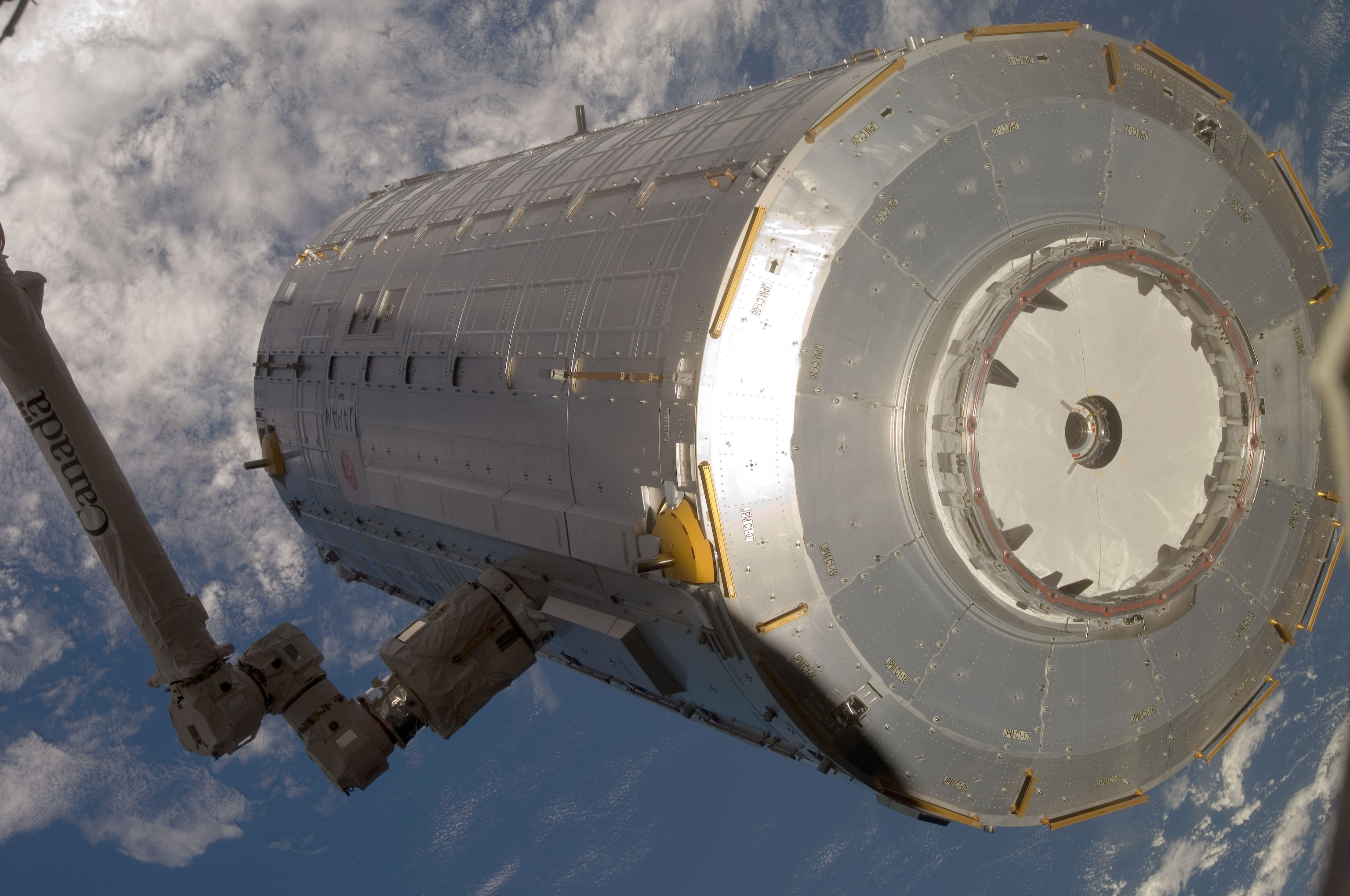
Kibo wird ausgeladen

Am vierten Flugtag begann der erste Außenbordeinsatz der Mission um 16:22 UTC. Während des Einsatzes von Michael Fossum und Ronald Garan wurde zunächst der OBSS von der Station getrennt und an den Roboterarm des Shuttles übergeben. Dieser stand dabei 30 Minuten lang nicht unter Strom. Die tiefen Temperaturen des Weltraums hätten die Roboterarmverlängerung nach etwa zwei Stunden beschädigen können. Anschließend begaben sich Fossum und Garan zum in der Ladebucht des Shuttles befindlichen Kibō-Modul, um es auf den Transfer zum Backbord-Andockstutzen des Harmony-Moduls vorzubereiten. Nachdem dies erledigt war, wurde Kibō von Karen Nyberg und Akihiko Hoshide an seinen Platz an Harmony gebracht. In dieser Zeit begaben sich die beiden Missionsspezialisten zur S4-Gitterstruktur. Dort wurde von Garan ein Motor des SARJ-Drehgelenks ausgetauscht, während Fossum versuchte, Weltraumstaub, der sich auf einem der Drehringe angesammelt hatte, mit verschiedenen Werkzeugen und Techniken zu entfernen. Dies sollte dabei helfen, Techniken für die Mission STS-126 zu verfeinern, um während jener Mission das SARJ wieder instand zu setzen. Bei dem Drehgelenk wurden im Jahr 2007 Verschleißerscheinungen festgestellt, die sich durch Vibrationen in der gesamten Station äußerten. Seitdem war das Drehgelenk meist abgeschaltet und wurde nur noch so viel wie unbedingt nötig bewegt. Das SARJ richtet die großen Solarzellen zur Sonne aus, um möglichst viel Sonnenenergie in elektrische Energie umzuwandeln. Der Ausstieg endete nach sechs Stunden und 48 Minuten um 23:10 UTC.
Am fünften Flugtag wurden die Luken zu Kibō um 21:05 UTC geöffnet und man begann nach einer Luftinspektion mit dem Innenausbau des noch leeren Moduls. Weiterhin wurden Vorbereitungen für den zweiten Ausstieg vorgenommen und Fossum und Garan begaben sich in einen weiteren Campout. Zudem wurde die defekte Weltraumtoilette im russischen Swesda-Modul repariert.

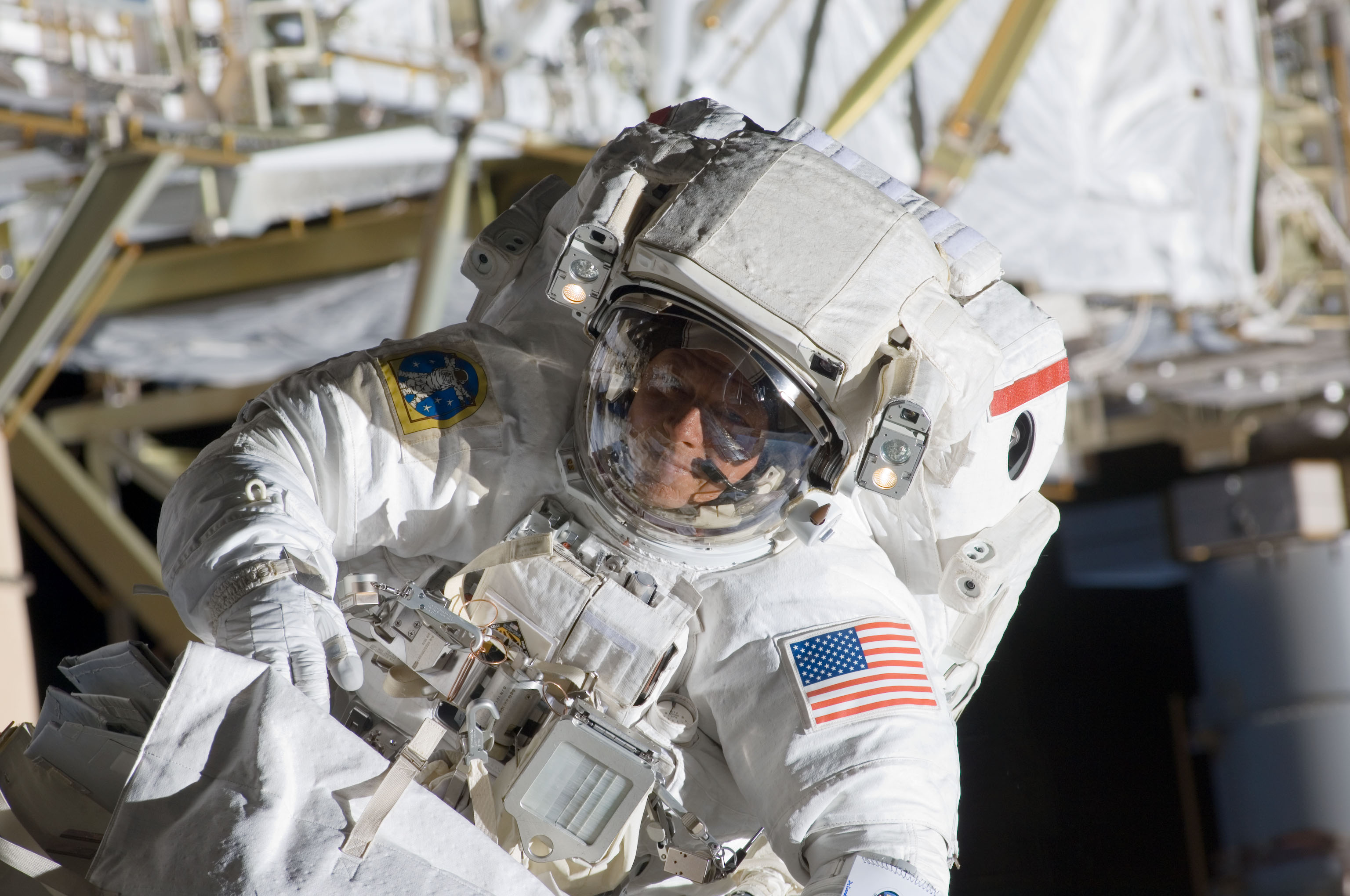
Mike Fossum arbeitet an der ISS

Während der EVA am sechsten Flugtag, die um 15:04 UTC begann und sieben Stunden und elf Minuten dauerte, wurde der japanische Roboterarm auf seine Inbetriebnahme vorbereitet. Auch wurden Kameras am Äußeren des neuen Moduls montiert und eine defekte Kamera zur Reparatur in die Station gebracht. Weiterhin wurden das von STS-123 angelieferte Logistikmodul auf seine Umsetzung am Folgetag sowie die Montage eines Stickstofftanks während des letzten Ausstiegs vorbereitet.
Flugtag sieben diente zunächst der Umsetzung des Kibō-Logistikmoduls an seinen neuen Platz auf dem Hauptmodul. Nach der Montage des Moduls wurde der Innenausbau weiter fortgesetzt. Weiterhin wurde der japanische Roboterarm erstmals etwas bewegt, jedoch nicht ausgefahren.

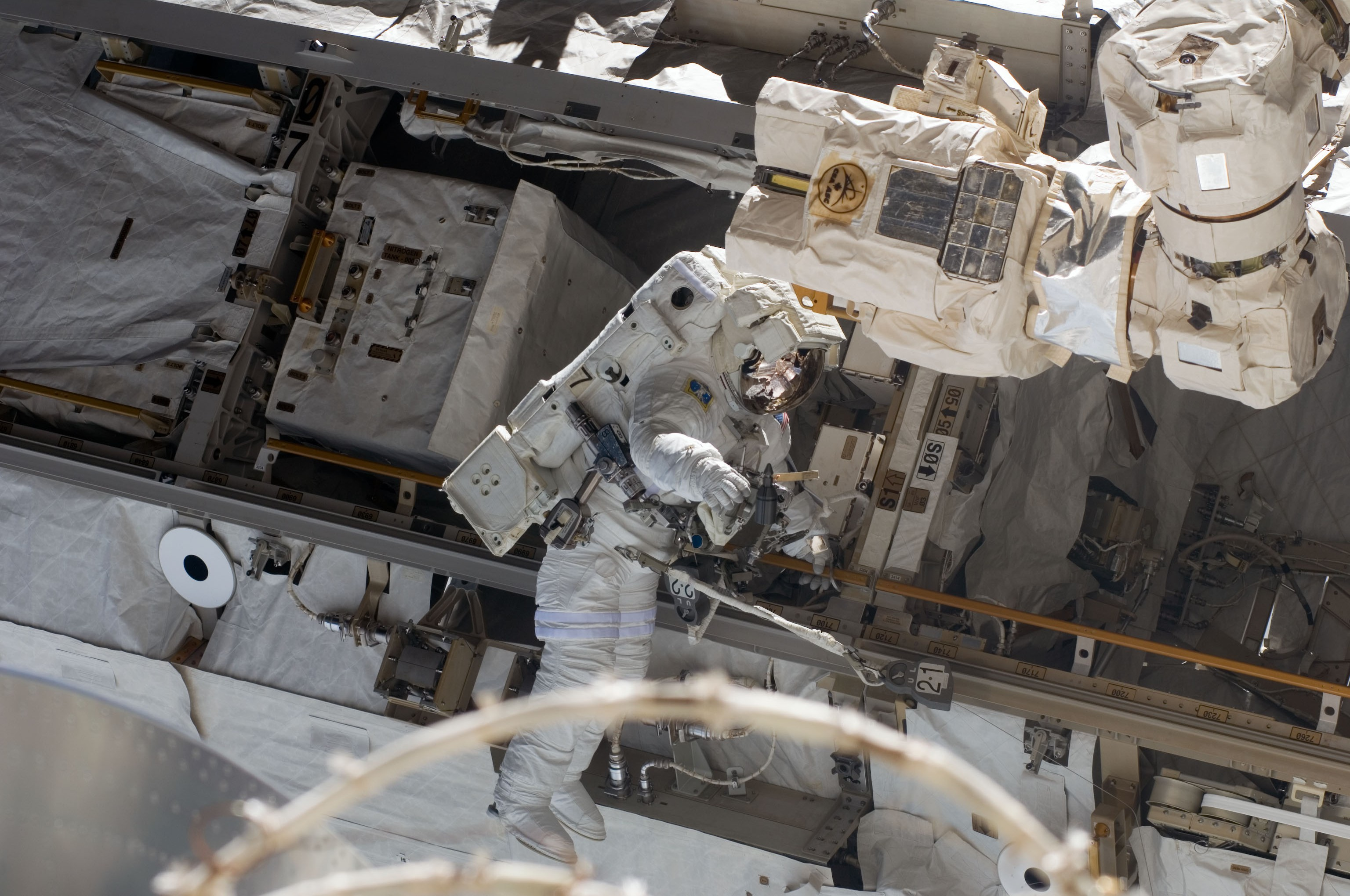
John Garan arbeitet am Stickstofftank

Nach einem Ruhetag am achten Flugtag, der mit den Vorbereitungen auf den letzten Außenbordeinsatz endete, stiegen Fossum und Garan am neunten Flugtag um 13:55 UTC zum letzten Mal aus der Station aus. Es wurden mit einem „Scheibenwischermanöver“ mit Garan am Ende des Canadarm2 der leere Stickstofftank im Steuerbordträger gegen einen neu gefüllten aus dem Lager im Backbordträger ausgetauscht, die Kamerabefestigung einer Kibo-Außenkamera überprüft, das reparierte Kamerasystem wieder am P1-Träger montiert, Schutzabdeckungen an Kameras des japanischen Roboterarms entfernt und Vergleichsproben vom intakten Backbord-SARJ genommen. Der Ausstieg endete nach sechs Stunden und 33 Minuten um 20:28 UTC.
Nach der minimalen Bewegung von zwei Gelenken des zehn Meter langen Kibō-Roboterarm am siebten Flugtag diente der zehnte Tag, neben Vorbereitungen für die Rückkehr der Discovery, der vollständigen Inbetriebnahme des Armes. Alle sechs Gelenke und die zugehörigen Bremsen funktionierten einwandfrei.

### Rückkehr

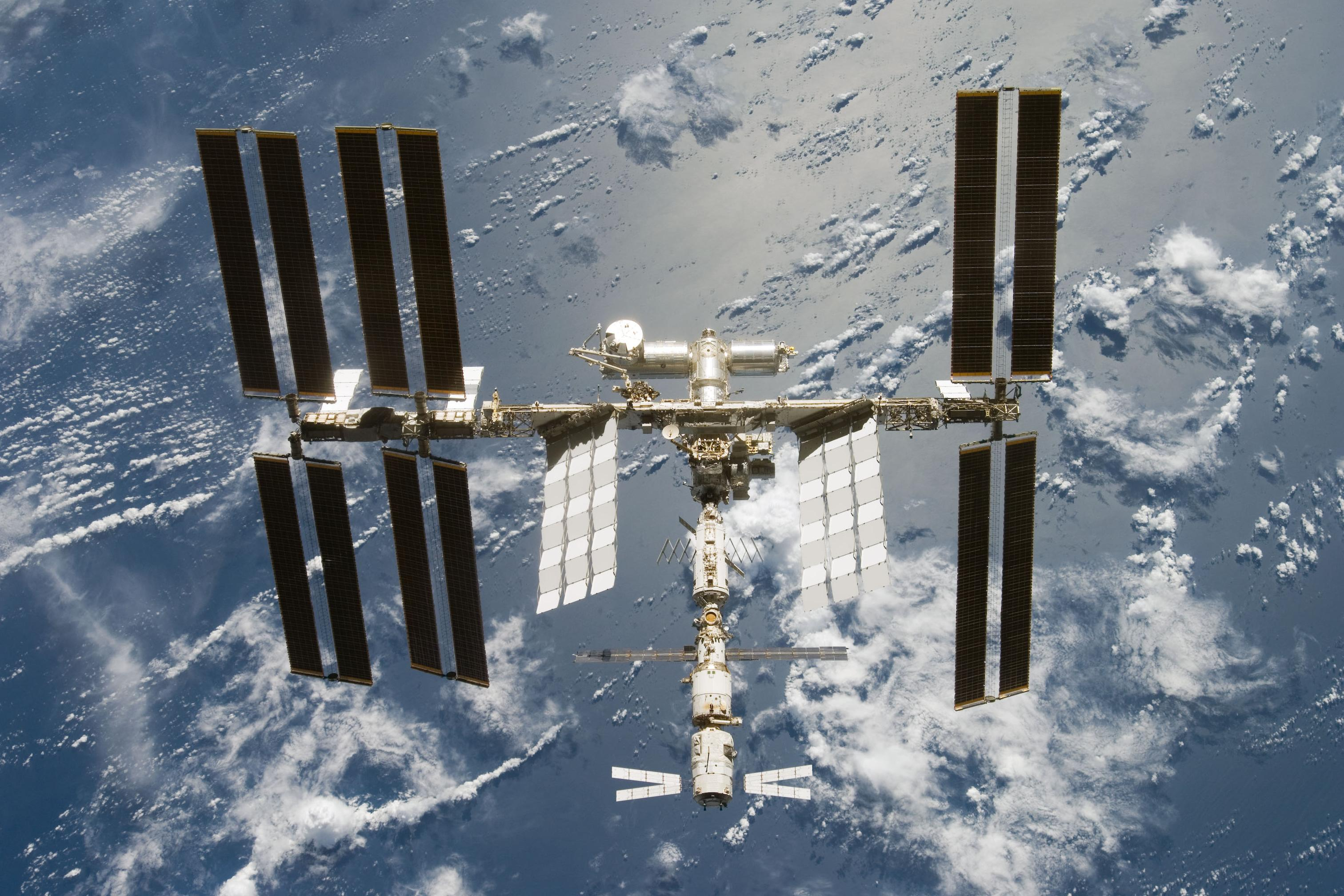
Die ISS nach dem Abdocken der Discovery: im Vordergrund links ist das installierte Kibo-Modul zu sehen. Hinter dem Swesda-Modul ist das europäische ATV-1 „Jules Verne“ zu erkennen.

Die Discovery koppelte am 11. Juni um 11:42 UTC von der ISS ab. Danach wurde die ISS einmal umflogen und der Hitzeschild mit dem Orbiter Boom Sensor System (OBSS) überprüft, da dies aufgrund der Größe der Nutzlast nicht wie üblich am zweiten Flugtag möglich war. Flugtag 13 diente größtenteils der Entspannung der Besatzung vor dem Wiedereintritt und der Landung. Es wurden lediglich das OBSS in der Nutzlastbucht verstaut und die Umlaufbahn durch eine Zündung stabilisiert. Am 14. Flugtag bereitete die Crew sich und den Orbiter auf die Landung vor. So wurden die für die Landung wichtigen Anlagen geprüft und für funktionsfähig befunden.

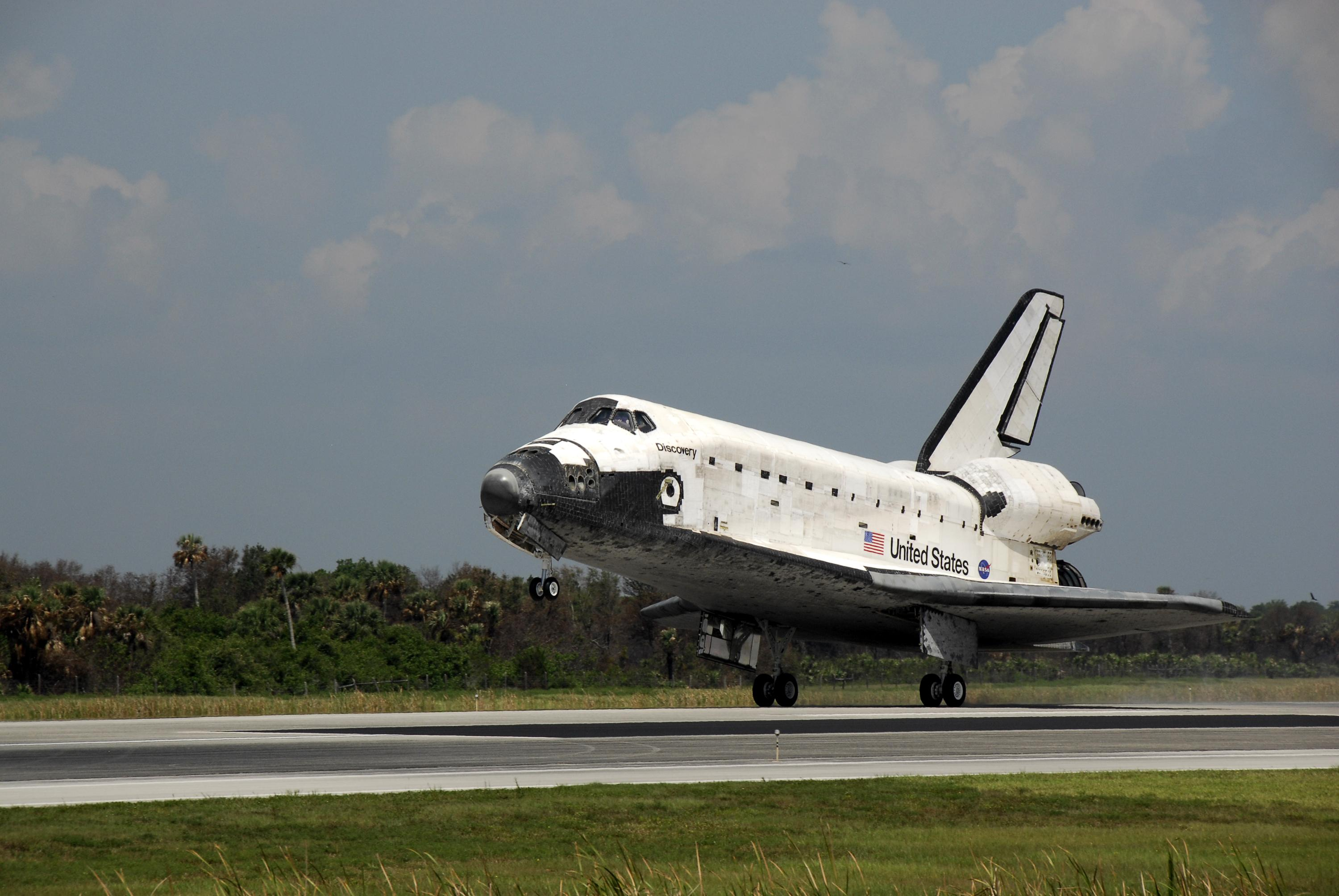
Landung der Discovery

Am 14. Juni (Flugtag 15) wurden die Tore der Nutzlastbucht geschlossen und die Vorbereitungen auf die Landung beendet. Um 14:10 UTC wurde der Deorbit Burn planmäßig durchgeführt und somit die Landung am KSC eingeleitet. Die Missionsleitung entschied sich für eine Landung auf Rollbahn 15, die in Richtung 150°, d. h. aus nordwestlicher in südöstliche Richtung verläuft, da sonst möglicherweise Sonnenstrahlen dem Kommandanten den Anflug erschwert hätten. Pünktlich um 15:14 UTC landete die Discovery nach 217 Erdumkreisungen am Kennedy Space Center in Florida. Später wurde die Discovery dann in die Orbiter Processing Facility verbracht, wo sie auf ihre nächste Mission (STS-119) vorbereitet wurde.